# Gilbert Duclos-Lassalle
Gilbert Duclos-Lassalle (Lembeye, 25 agosto 1954) è un ex ciclista su strada e pistard francese, professionista dal 1977 al 1995 e due volte vincitore della Parigi-Roubaix.
Il figlio Hervé Duclos-Lassalle è stato anch'egli ciclista.

## Carriera
Duclos-Lassalle divenne professionista nel 1977 e terminò la sua carriera nel 1995. Gareggiò in tutta la sua carriera con la stessa squadra, la Gan, nota in precedenza come Z e Peugeot, ottenendo in totale una cinquantina di vittorie. Soprannominato Gibus (Gi- dal suo nome, -bus per la capacità di "chiamare" e guidare il gruppetto, detto "bus" o "autobus" nella terminologia anglosassone, gruppo di ciclisti meno forti in salita che, nelle tappe di montagna, si uniscono e vanno insieme del proprio passo, con l'unico scopo di arrivare al traguardo entro il tempo massimo). Gli è stato dedicato un tratto in pavé della Parigi-Roubaix, denominato "Pont Gibus".
Duclos-Lassalle vinse la sua prima Parigi-Roubaix nel 1992 a 38 anni, dopo tredici tentativi andati a vuoto (già nelle edizioni 1980 e 1983 era arrivato secondo), staccando di 20 secondi il tedesco Olaf Ludwig. Fece il bis alla Roubaix l'anno dopo, nel 1993, quando in una volata a due superò negli ultimi metri Franco Ballerini.
Non era uno scalatore e quindi non poté mai competere per la classifica generale del Tour de France: fu tuttavia un buon passista, come dimostrano i suoi successi nelle brevi corse a tappe come la Parigi-Nizza, vinta nel 1980, e il Grand Prix du Midi Libre, suo nel 1991.
Fu attivo anche su pista, vincendo il titolo nazionale di inseguimento individuale nel 1984, oltre a diverse sei giorni, tra cui per tre volte quella di Grenoble.

## Palmarès

### Strada
- 1978

1ª tappa Tour de Corse
- 1980

1ª tappa Tour de Corse
Classifica generale Tour de Corse
Classifica generale Parigi-Nizza
3ª tappa Tour d'Armorique
Prologo Tour du Tarn (cronometro)
Classifica generale Tour du Tarn
1ª tappa, 2ª semitappa, Parigi-Bourges
2ª tappa, 2ª semitappa, Étoile des Espoirs
4ª tappa Étoile des Espoirs
Classifica generale Étoile des Espoirs
- 1981

2ª tappa Tour du Limousin
3ª tappa Tour du Limousin
Grand Prix de Ouest-France
- 1982

2ª tappa Tour de Corse
1ª tappa Critérium International (Ollioules > Salernes)
Classifica generale Tour de l'Oise
- 1983

Prologo Tour de Midi-Pyrénées (cronometro)
Classifica generale Tour de Midi-Pyrénées
5ª tappa, 1ª semitappa, Quatre Jours de Dunkerque (Cassel > Cassel)
Bordeaux-Parigi
4ª tappa Tour du Limousin
Grand Prix de Fourmies
- 1984

3ª tappa Étoile des Espoirs
4ª tappa, 2ª semitappa, Étoile des Espoirs
Classifica generale Étoile des Espoirs
- 1985

Grand Prix de la Ville de Rennes
- 1986

Prologo Tour de Midi-Pyrénées (cronometro)
3ª tappa, 1ª semitappa, Tour de Midi-Pyrénées
2ª tappa Tour d'Armorique
Classifica generale Tour de l'Oise
Grand Prix de Plumelec
5ª tappa, 2ª semitappa, Giro di Svezia (Kalmar > Kalmar, cronometro)
Classifica generale Giro di Svezia
- 1987

Grand Prix de Ouest-France
- 1989

Classifica generale Route du Sud
- 1991

2ª tappa Grand Prix du Midi Libre (Narbona > Béziers)
Classifica generale Grand Prix du Midi Libre
- 1992

Parigi-Roubaix
- 1993

Parigi-Roubaix
2ª tappa Critérium du Dauphiné Libéré (Guilherand-Granges > Saint-Étienne)
- 1994

3ª tappa Route du Sud (Guzet-Neige > Lavaur)
Bol d'Or des Monédières
- 1995

2ª tappa Vuelta al País Vasco (Zegama > Vitoria)

#### Altri successi
- 1980

Classifica a punti Étoile des Espoirs
- 1987

Circuit de l'Aulne (Criterium)
Classifica sprint Tour de France
- 1990

Critérium des As (Criterium)

### Pista
- 1984

Campionati francesi, Inseguimento individuale
- 1989

Sei giorni di Grenoble (con Pierangelo Bincoletto)
- 1990

Sei giorni di Bordeaux (con Étienne De Wilde)
- 1991

Open delle Nazioni
Sei giorni di Bordeaux (con Laurent Biondi)
- 1992

Sei giorni di Grenoble (con Pierangelo Bincoletto)
- 1993

Open delle Nazioni
Sei giorni di Grenoble (con Pierangelo Bincoletto)
- 1994

Open delle Nazioni

## Piazzamenti

### Grandi Giri
- Giro d'Italia

1980: 24º
1981: 36º
- Tour de France

1979: 46º
1980: ritirato (18ª tappa)
1981: 28º
1982: 60º
1983: 59º
1985: 61º
1986: ritirato (12ª tappa)
1987: 80º
1988: 36º
1990: 65º
1991: 60º
1992: ritirato (14ª tappa)
1993: fuori tempo massimo (11ª tappa)
- Vuelta a España

1985: 49º

### Classiche monumento
- Milano-Sanremo

1980: 15º
1981: 19º
1983: 68º
1987: 118º
1991: 36º
1993: 86º
1995: 85º
- Giro delle Fiandre

1980: 7º
1981: 25º
1983: 11º
1985: 23º
1987: 86º
1989: 16º
1990: 13º
1991: 30º
1992: 67º
1993: 76º
1994: 63º
1995: 78º
- Parigi-Roubaix

1978: 28º
1979: 25º
1980: 2º
1981: 22º
1982: 20º
1983: 2º
1986: 34º
1987: 17º
1989: 4º
1990: 6º
1991: 12º
1992: vincitore
1993: vincitore
1994: 7º
1995: 19º
- Liegi-Bastogne-Liegi

1980: 11º
- Giro di Lombardia

1979: 26º
1980: ritirato
1984: 15º

### Competizioni mondiali
- Campionati del mondo su strada

Valkenburg 1979 - In linea: 36º
Praga 1981 - In linea: 4º
Goodwood 1982 - In linea: ritirato
Altenrhein 1983 - In linea: 19º
Giavera del Montello 1985 - In linea: ritirato
Villach 1987 - In linea: 42º
Ronse 1988 - In linea: 51º
Utsunomiya 1990 - In linea: 26º
Benidorm 1992 - In linea: 61º

## Riconoscimenti
- Prestige Pernod nel 1983
- Premio Roland Peugeot dell'Accademia dello Sport nel 1993